# ATR 42
ATR 42 — турбовинтовой среднемагистральный пассажирский самолёт производства франко-итальянского концерна ATR (фр. Avions de Transport Régional). Самолёт выпускается с 1984 года как во Франции, так и в Италии. Число «42»  означает, что количество пассажирских мест варьирует между 40 и 50. Рассчитан на дальность до 1500 км. На базе этого самолёта построен ATR 72.

## Аэродинамическая схема
Двухмоторный турбовинтовой высокоплан с прямым крылом и однокилевым Т-образным оперением.

## Разработка

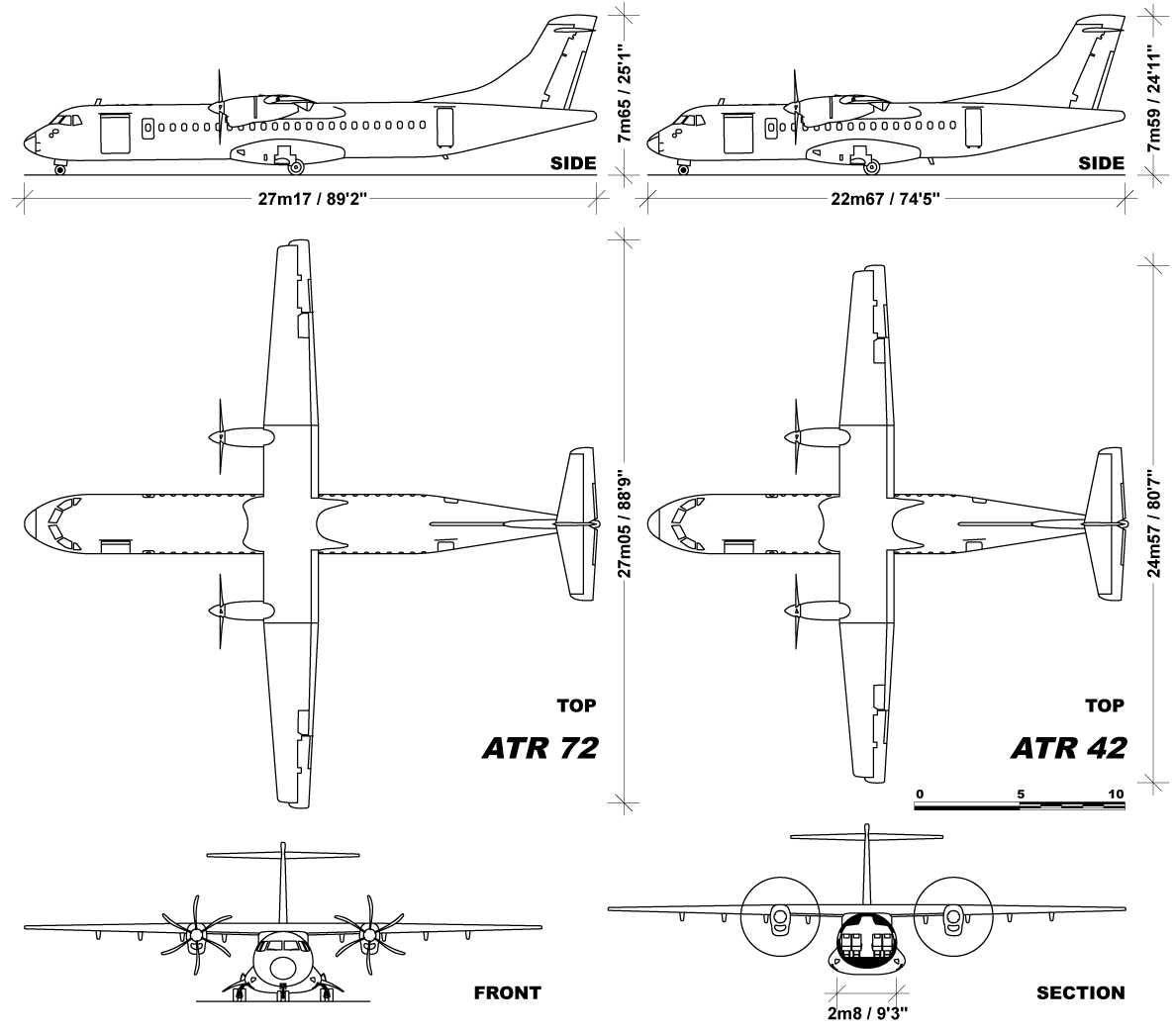
Семейство ATR в трёх проекциях

ATR 42 в его первой версии был анонсирован в 1981 году, совершил первый полёт 16 августа 1984 года, был сертифицирован в сентябре 1985 года. Первые коммерческие полёты данного типа воздушного судна начались в декабре 1985 года.

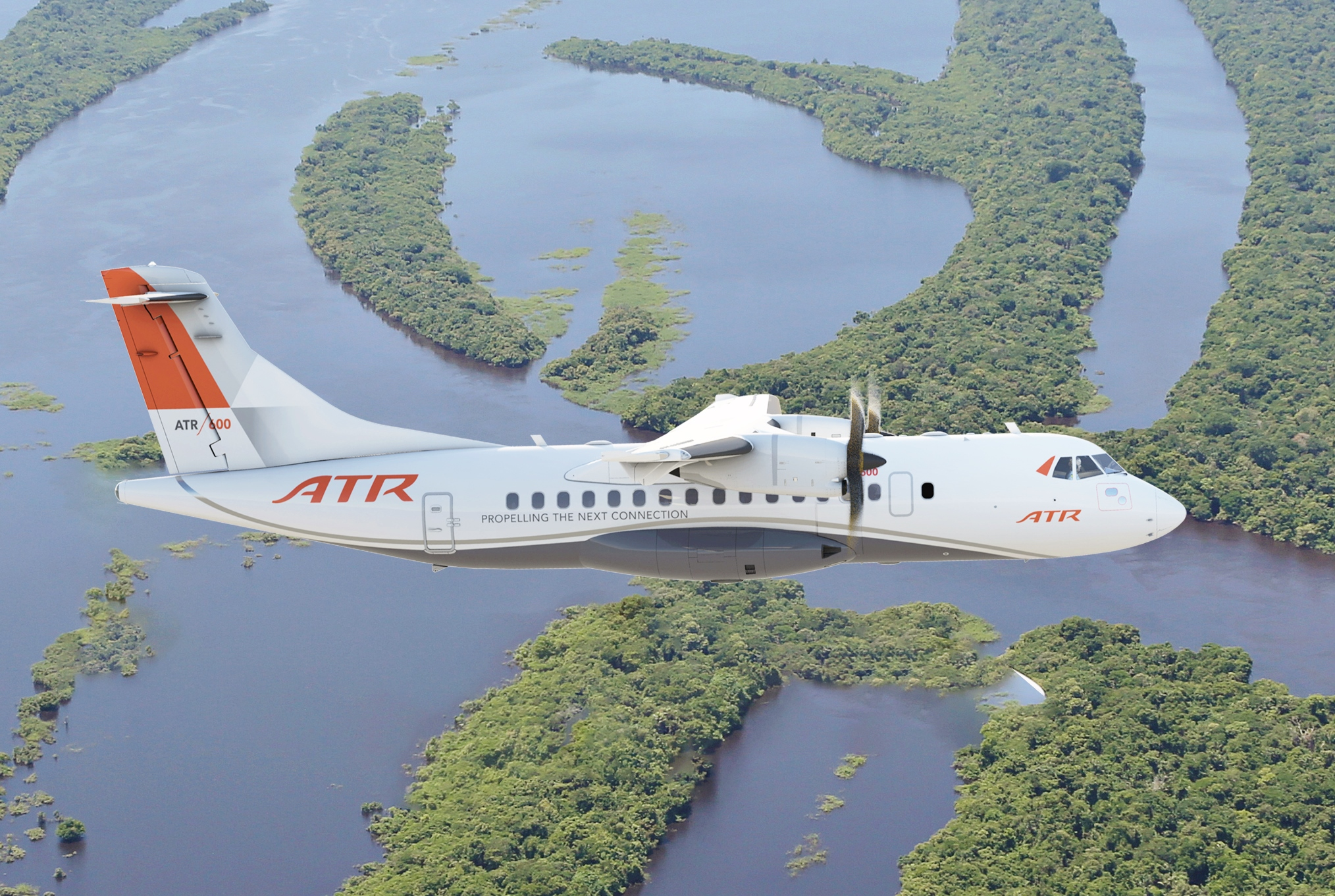
ATR 42-600

Салон самолёта рассчитан на 46 пассажиров, крейсерская скорость составляет 540 км/ч. Дальность полёта при полной коммерческой загрузке составляет 1500 километров.

## Варианты

### ATR 42-300

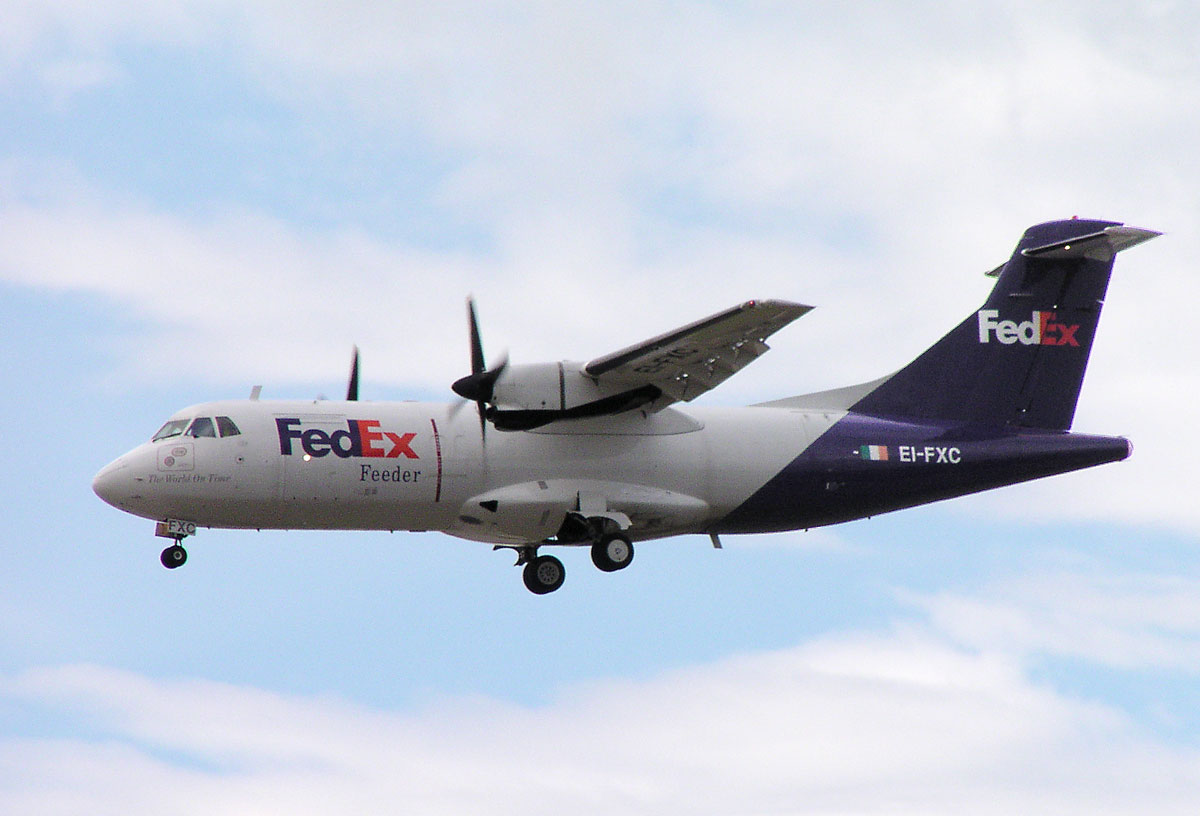
ATR 42-300F авиакомпании FedEx

Оригинальный ATR 42, оснащённый двигателями Pratt & Whitney Canada PW-120 мощностью в 2000 л. с.

### ATR 42-320

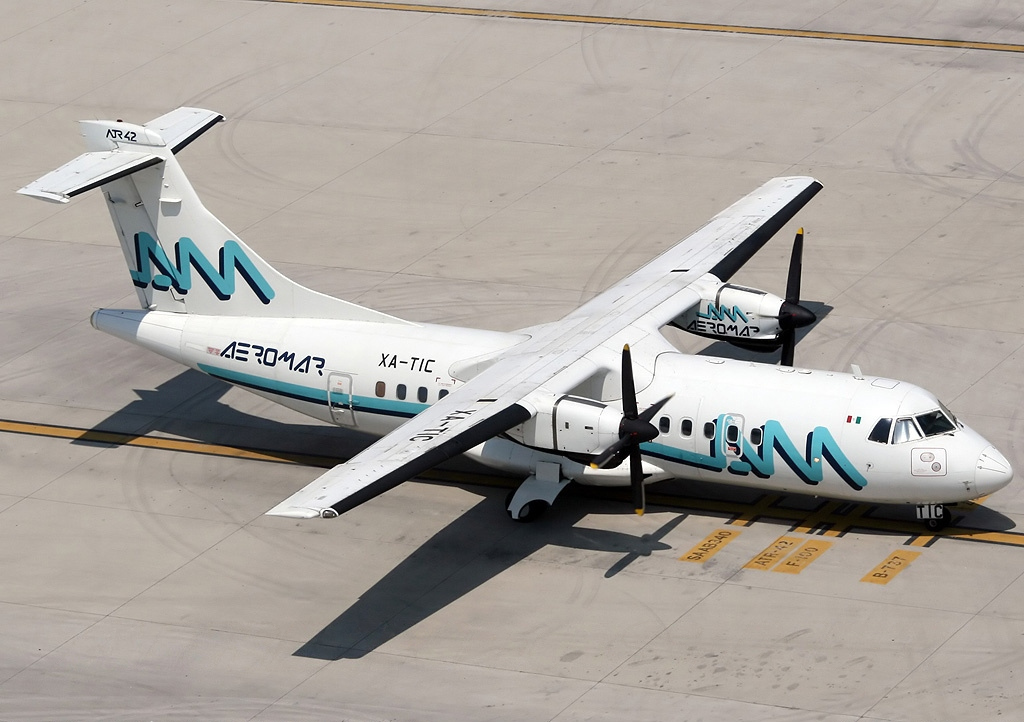
ATR 42-320 авиакомпании Aeromar

Усовершенствованная версия ATR 42-300 с двигателями PW121 (2100 л. с.).

### ATR 42-500

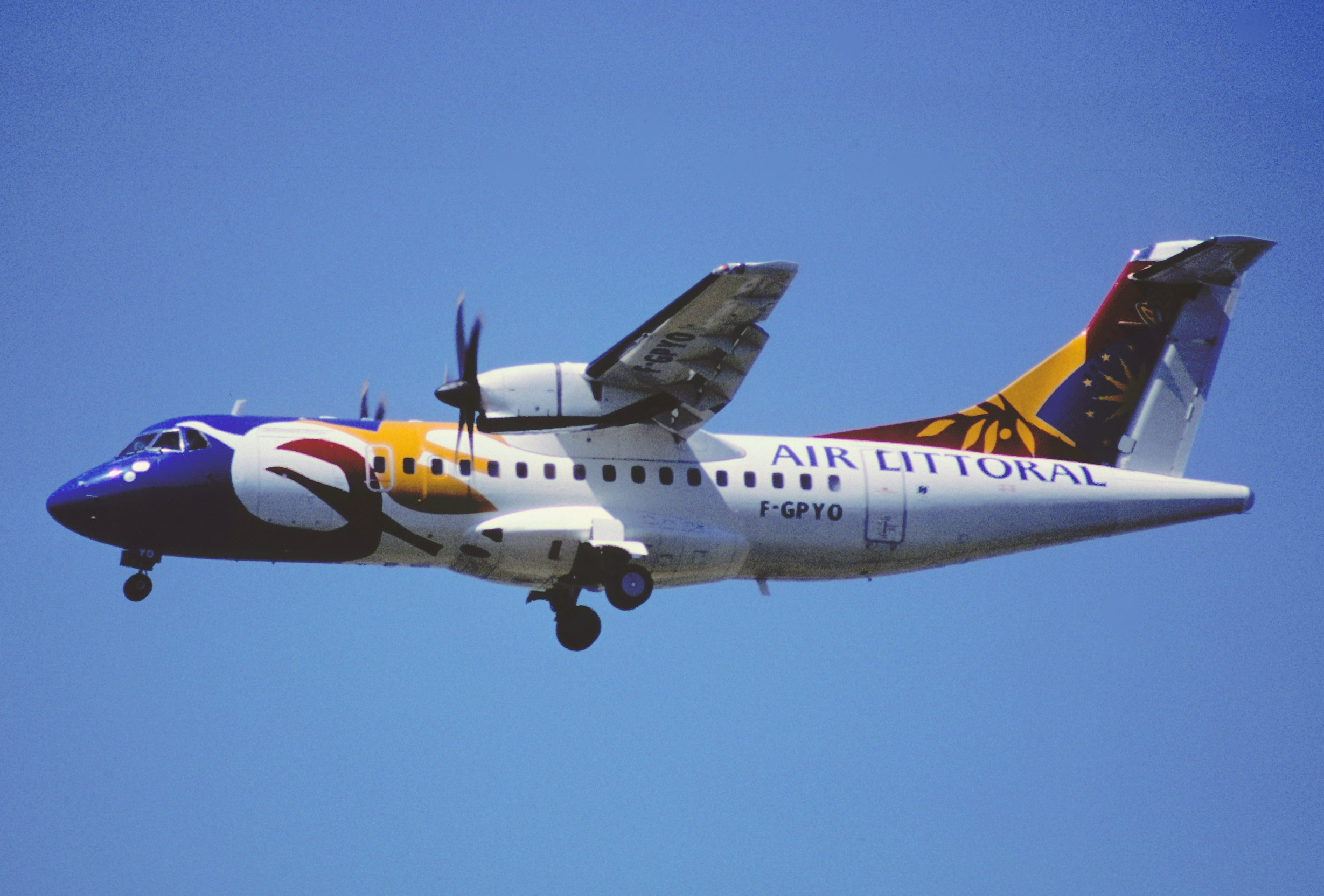
ATR 42-500 авиакомпании Air Littoral

Современная версия, идентичная по внешнему виду с более ранними, за исключением шестилопастных пропеллеров двигателей PW127E, мощностью в 2400 л. с. У этой версии увеличены крейсерская скорость и взлётный вес.

### ATR 42-600
Модель, внешне схожая с ATR 42-500, но имеющая ещё более высокую техническую и лётную эффективность, надёжность, низкие топливные и эксплуатационные расходы. На этой модели будут установлены новые двигатели PW127M, которые будут на 5 % эффективнее показателей двигателей PW127E.

## Лётно-технические характеристики
Приведённые характеристики соответствуют модификации ATR 42-500.
Источник данных: Jane's 

Технические характеристики
- Экипаж: 2 пилота
- Пассажировместимость: до 50 человек
- Грузоподъёмность: 5450 кг
- Длина: 22,67 м
- Размах крыла: 24,57 м
- Высота: 7,59 м
- Площадь крыла: 54,5 м²
- Коэффициент удлинения крыла: 11,1
- База шасси: 8,78 м
- Колея шасси: 4,1 м
- Масса снаряжённого: 11 250 кг
- Максимальная взлётная масса: 18 600 кг
- Максимальная стояночная масса: 18 770 кг
- Максимальная посадочная масса: 18 300 кг
- Максимальная масса без топлива: 16 700 кг
- Масса топлива во внутренних баках: 4500 кг
- Объём топливных баков: 5736 л
- Силовая установка: 2 × ТВД Pratt & Whitney Canada PW127E
- Мощность двигателей: 2 × 2400 л. с. (2 × 1790 кВт)
- Воздушный винт: Hamilton Standard 568F, 6-лопастной
- Диаметр винта: 3,94 м

Лётные характеристики
- Максимальная скорость: 556 км/ч
- Практическая дальность: 1555 км (с 48 пассажирами)
- Перегоночная дальность: 2963 км
- Практический потолок: 5485 м
- Нагрузка на крыло: 341,3 кг/м²
- Тяговооружённость: 192,3 Вт/кг (5,20 кг/кВт)
- Длина разбега: 1163 м
- Длина пробега: 1040 м

## Аварии и катастрофы
По данным сайта Aviation Safety Network, по состоянию на 31 октября 2020 года в общей сложности в результате катастроф и серьёзных аварий были потеряны 34 самолёта ATR 42. ATR 42 пытались угнать 4 раза, при этом погибли 2 человека. Всего в этих происшествиях погибли 276 человек.
| Дата          | Бортовой номер | Место происшествия | Жертвы  | Краткое описание |
| ------------- | -------------- | ------------------ | ------- | --- |
| 15.10.1987    | I-ATRH         | Конка-ди-Креццо    | 37/37   | Малая скорость при наборе высоты в условиях обледенения, сваливание. |
| 17.06.1988    | F-WEGA         | Тулуза             | 0/3     | Тренировочный полёт с отключением двигателя, упал после взлёта. |
| 12—18.03.1993 | н.д.           | Дыре-Дауа          | 2/34    | Захвачен четырьмя угонщиками. Спустя 6 дней самолёт взяли штурмом. За это время 2 угонщика были убиты, 1 ранен. Пострадал также пассажир. Выжившие угонщики были арестованы. Самолёт повреждений не получил. |
| 21.08.1994    | CN-CDT         | Агадир             | 44/44   | Предположительно, направлен в пике КВС. |
| 30.07.1997    | F-GPYE         | Флоренция          | 1/17    | Превышение посадочной скорости, выкат за пределы ВПП. |
| 20.01.1998    | EI-COC         | Альгеро            | 0/25    | Порыв бокового ветра при посадке, выкат за пределы ВПП. |
| 25.10.1998    | N143DD         | Сан-Хуан           | 0/27    | Не включён стояночный тормоз, столкновение с наземным оборудованием. |
| 16.03.1999    | PT-MFI         | Мукури             | 0/н. д. | Пожар двигателя. Смог сесть, но получил критические повреждения. |
| 11.10.1999    | A2-ABB         | Габороне           | 1/1     | Захват самолёта уволенным пилотом, намеренное столкновение с землёй. |
| 11.10.1999    | A2-AJD         | Габороне           | 0/0     | Повреждён на стоянке в результате падения захваченного самолёта. |
| 11.10.1999    | A2-ABC         | Габороне           | 0/0     | Повреждён на стоянке в результате падения захваченного самолёта. |
| 12.11.1999    | F-OHFV         | Митровица          | 24/24   | Столкнулся со склоном холма при заходе на посадку. |
| 26.12.1999    | F-WQJN         | Динар              | 0/0     | Повреждён на стоянке во время урагана. |
| 11.10.2000    | VP-BOF         | Богота             | 0/н. д. | Повреждён на стоянке в результате столкновения с Boeing 727. |
| 30.03.2001    | N37AE          | Фрипорт            | 0/0     | Повреждён на стоянке во время урагана. |
| 18.06.2001    | 4X-ATK         | Тель-Авив          | 0/н. д. | Аварийная посадка с невышедшей правой стойкой шасси. |
| 14.09.2002    | PT-MTS         | Сан-Паулу          | 2/2     | Грузовой рейс, разбился вскоре после набора высоты. |
| 06.03.2003    | I-ATRF         | Рим                | 0/45    | Во время руления подломилась левая стойка шасси. |
| 16.07.2007    | PT-MFK         | Сан-Паулу          | 0/25    | Выкат с ВПП при посадке, передняя стойка шасси подломилась. |
| 21.02.2008    | YV1449         | Мерида             | 46/46   | Столкнулся со склоном горы вскоре после взлёта. |
| 08.05.2008    | N904FX         | Гринсборо          | 0/0     | Повреждён на стоянке во время урагана. |
| 08.05.2008    | N905FX         | Гринсборо          | 0/0     | Повреждён на стоянке во время урагана. |
| 27.01.2009    | N902FX         | Лаббок             | 0/2     | Грузовой рейс, посадка до начала ВПП. |
| 27.01.2009    | PK-YRP         | Калимантан         | 0/56    | Аварийная посадка после отказа обоих двигателей. Списан. |
| 13.09.2010    | YV1010         | Сьюдад-Гуаяна      | 14/47   | Разбился при заходе на посадку из-за отказа техники. |
| 19.08.2011    | AI-9501        | Агатти             | 0/н. д. | Выкатился за пределы ВПП при посадке. |
| 09.06.2012    | OK-KFM         | Прага              | 0/0     | Пожар в ангаре. |
| 16.06.2012    | G-DRFC         | Джерси             | 0/43    | Поломка шасси на ВПП при посадке. Списан. |
| 31.08.2012    | AP-BHJ         | Лахор              | 0/46    | Выкатился за пределы ВПП при посадке. Списан. |
| 21.12.2013    | VQ-BPE         | Нарьян-Мар         | 0/42    | Отказ левого двигателя. Аварийная посадка. |
| 23.12.2013    | P2-PXY         | Маданг             | 0/3     | Выкатился за пределы ВПП после прерванного взлёта. Списан. |
| 12.02.2014    | EI-BYO         | Дублин             | 0/0     | Получил повреждения в аэропорту во время сильного шторма. |
| 16.08.2015    | PK-YRN         | Оксибил            | 54/54   | Врезался в гору из-за ошибок экипажа. |
| 16.08.2016    | 5H-PWD         | Аруша              | 0/н.д.  | Повредилась правая стойка шасси при посадке. |
| 07.12.2016    | AP-BHO         | Хавелиан           | 47/47   | За минуту до катастрофы экипаж сообщил о проблемах с двигателем. Рухнул на холм. |
| 04.05.2017    | C-GWEA         | Хон-дю-Лак         | 1/25    | Врезался в деревья при взлёте, фюзеляж разломился надвое. |
| 15.06.2019    | PR-MPN         | Манаус             | 0/34    | Аварийная посадка на брюхо. |
| 06.11.2022    | 5H-PWF         | озеро Виктория     | 19/43   | Упал в озеро во время захода на посадку в плохих погодных условиях. |